# Mateusz Zwierzchowski
Mateusz Zwierzchowski (1713 – Gniezno, 14 aprile 1768) è stato un compositore e organista polacco.
Nel 1735 ottenne il posto di organista della cattedrale di Gniezno, succedendo al padre Andrzej, e verso il 1750 fu nominato maestro di cappella. Contribuì allo sviluppo e al miglioramento dell'orchestra della cattedrale, occupandosi della selezione dei musicisti, degli strumenti musicali da usare e delle musiche da eseguire (durante la sua attività di direttore acquistò oltre 150 composizioni). Però non fu così abile con la gestione dell'organo della chiesa, il quale richiese spesso revisioni esterne. Dopo il 1760 non si hanno più notizie circa la sua attività musicale.
Oggigiorno sopravvivono pochi lavori di Zwierzchowski, quasi tutte composizioni sacre. Il suo lavoro più noto è sicuramente il Requiem composto nel 1760.